# اندرو هولنس
اندرو هولنس (انگلیسی: Andrew Holness؛ زادهٔ ۲۲ ژوئیهٔ ۱۹۷۲) یک سیاست‌مدار اهل جامائیکا است. وی نماینده حزب کارگر این کشور است و از ۲۱ اکتبر ۲۰۱۱ تا ۵ ژانویه ۲۰۱۲ و دوباره از تاریخ ۳ مارس ۲۰۱۶ به سمت نخست‌وزیر این کشور انتخاب شده‌است. با انتخاب وی بسمت نخست‌وزیری این کشور در ۲۱ اکتبر ۲۰۱۱ و در سن ۳۹ سالگی وی جوانترین رئیس دولت تاریخ این کشور و نخستین آنهاست که پس از استقلال این کشور به دنیا آمده‌است.

## زندگی سیاسی
در سال ۱۹۹۷ وی به عضویت پارلمان غرب سن سنت آندرو درآمد و از سال ۱۹۹۹ تا ۲۰۰۲ به عنوان سخنگوی مخالف در امور زمین و توسعه خدمت کرد. در سال ۲۰۰۲ وی کار خود را به مسکن و سپس در سال ۲۰۰۵ به آموزش و پرورش تغییر داد. وی در سپتامبر ۲۰۰۷ به عنوان وزیر آموزش سوگند یاد کرد.

## نخست‌وزیری جامائیکا

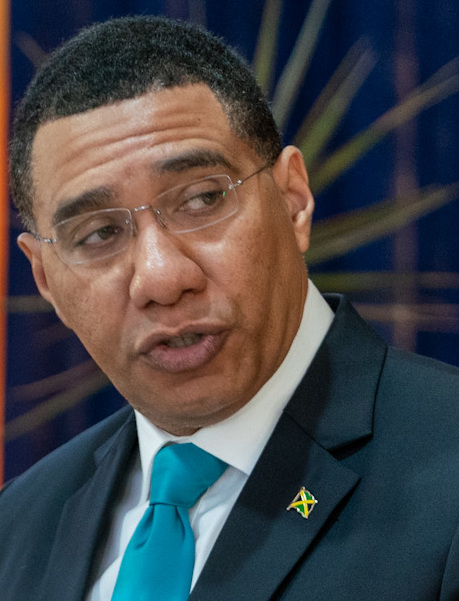
تصویری از هولنس در حال سخنرانی در مقام نخست وزیری

وی در ۲۳ اکتبر ۲۰۱۱ جانشین بروس گلدینگ به عنوان رهبر حزب کار جامائیکا و نخست‌وزیر شد و وی را به نهمین شخص در این سمت تبدیل کرد. به عنوان نخست‌وزیر، او تصمیم گرفت که کارهای آموزشی را حفظ کند.

### انتخابات ۲۰۱۱
در ۵ دسامبر ۲۰۱۱، آقای هولنس انتخابات بعدی را برای ۲۹ دسامبر ۲۰۱۱ فراخواند. JLP در سنگرهای خود مبارزات انتخاباتی را انجام داد و هولنس چهار سال دولت JLP را با دستاوردهایی مانند رشد اقتصادی و کاهش جرم برجسته کرد که JLP می‌گوید PNP نتوانست انجام دهد در طول هجده سال حکومت بر کشور. با این وجود JLP در انتخابات به حزب ملی خلق که اکثریت ۴۲ نماینده را به ۲۱ کرسی پارلمانی JLP بدست آورد، باخت.

### انتخابات ۲۰۱۶
در ۲۵ فوریه ۲۰۱۶، حزب کارگر جامائیکا، به رهبری اندرو هولنس، با کسب ۳۲ کرسی در مقابل JLP در مقابل انتخابات کرسی حزب فعلی حزب ملی خلق در انتخابات عمومی پیروز شد. همسرش ژولیت نیز کرسی پارلمان را بدست آورد، اولین بار نخست‌وزیر یا رهبر مخالف و همسر آنها با هم در پارلمان جامائیکا نشستند.

### انتخابات ۲۰۲۰
در ۳ سپتامبر ۲۰۲۰، حزب کارگر جامائیکا، به ریاست اندرو هولنس، با کسب ۴۸کرسی از حزب کارگر جامائیکا در مقایسه با ۱۵کرسی حزب ملی خلق، در انتخابات سراسری جامایکا (۲۰۲۰) پیروز شد. وی در ۷ سپتامبر ۲۰۲۰ برای یک دوره دیگر نخست‌وزیری سوگند یاد کرد.